# Императоры Ян и Хуан
Императоры Янь и Хуан — скульптура в городе Чжэнчжоу, изображающая головы первых китайских императоров Янь-ди и Хуан-ди.
Скульптура китайских императоров Янь и Хуан является фактически пятой по высоте скульптурой в мире, однако не включена в список самых высоких статуй из-за того, что императоры изображены не в полный рост — монумент высотой 106 метров представляет собой две головы, высеченные в горе, где 55 метров составляет гора и 51 метров - каждая из голов. Глаза императоров составляют около трех метров в длину каждый, нос - 8 метров в длину, два лица совместно имеют площадь около 1000 квадратных метров. На сооружение ушло более 7000 м³ бетона и 1500 тонн стали.
Эти китайские императоры являлись не только известными политиками и одними из первых правителей Поднебесной, но имеют большое значение в китайской мифологии, сохраняющееся до наших дней. Например, Янь Ди (буквально — "правитель огня") — легендарный император ханьцев, считается самым высоким божеством в традиционном для Китая культе Солнца. В свою очередь, Хуан Ди (буквально — "желтый правитель") почитается как основатель централизованного государства, космический владыка и эксперт эзотерики, а также предшественник всей китайской нации.

## Строительство
Идея сооружения туристической достопримечательности в провинции Хэнань возникла в 1987 году. 12 сентября 1991 года прошла церемония закладки монумента. Из-за перебоев с финансированием работа часто прерывалась. В общей сложности на строительство ушло 16 лет. 18 апреля 2007 года памятник императорам Янь-ди и Хуан-ди в Чжэнчжоу был открыт.
510 огней освещают статуи в вечернее время, чтобы привлечь больше туристов. Строительство скульптур обошлось в 22,5 миллиона долларов или 180 миллионов юаней и было осуществлено из пожертвований и государственных фондов.